# Ashmont (MBTA-Station)
Ashmont ist der Name einer U-Bahn-Station der Massachusetts Bay Transportation Authority (MBTA) im Bostoner Stadtteil Dorchester im Bundesstaat Massachusetts der Vereinigten Staaten. Sie ist südlicher Endbahnhof des gleichnamigen Zweigs der U-Bahn-Linie Red Line und zugleich nördlicher Endbahnhof der Ashmont–Mattapan High Speed Line.

## Geschichte
Die heutige Station wurde am 1. September 1928 für die Red Line eröffnet, am 26. August 1929 folgte dann der Anschluss an die Ashmont–Mattapan High Speed Line. Bereits 1872 gab es jedoch eine gleichnamige Station der Old Colony Railroad.
In den Jahren 2005 bis 2011 wurde das Gebäude für mehr als 35 Millionen US-Dollar vollständig neu gebaut.

## Bahnanlagen

### Gleis-, Signal- und Sicherungsanlagen
Der U-Bahnhof verfügt über insgesamt drei Gleise, die jeweils über einen eigenen Seitenbahnsteig zugänglich sind.

### Gebäude
Der U-Bahnhof befindet sich an der Adresse 1900 Dorchester Avenue at 200 Ashmont Street und ist seit ihrem Umbau 2011 vollständig barrierefrei zugänglich. 

## Umfeld
An der Station besteht eine Anbindung an sieben Buslinien der MBTA sowie an eine weitere der Brockton Area Transit Authority (BAT).